# Kwong Chi Yan
Kwong Chi Yan (nascido em 3 de dezembro de 1956) é um ex-ciclista honconguês, que participou nos Jogos Olímpicos.
Em 1976, participou na prova de estrada, mas não conseguiu terminar a corrida. Nos 100 km contrarrelógio por equipes, Kwong terminou em vigésimo sexto.